# .arpa
.arpa är en generisk toppdomän (gTLD) som används enbart för internets infrastruktur.
Toppdomänen .arpa var ursprungligen avsedd som en temporär domän för att underlätta övergången till DNS. ARPANET var föregångaren till Internet, och när DNS introducerades 1985, konverterades ursprungligen ARPANET-systemens namn till domännamn genom att lägga till .arpa till systemnamnen. Systemnamn i andra nätverk blev ibland också konverterade i pseudodomänstil genom att lägga till ändelser som .uucp och .bitnet,  även om dessa aldrig blev officiella toppdomäner. Domännamn i dessa former fasades snabbt ut genom att ersätta dem med domännamn i de officiella, mer informativa toppdomänerna (som .com eller .edu).
Dessvärre visade det sig vara opraktiskt att ta bort .arpa när den tjänat sin övergångsroll, eftersom in-addr.arpa används för "reverse DNS lookup" för IP-adresser. Till exempel går det att få systemnamnet till IP-adressen 145.97.39.155 genom att göra en DNS-förfrågan efter PTR-posten 155.39.97.145.in-addr.arpa.
En tid var planen att databaserna för den nya infrastrukturen skulle befinna sig i toppdomänen .int, med avsikten att så småningom ta bort .arpa, men i maj 2000 ändrades beslutet. IANA bestämde att .arpa skulle behållas och att .int endast skulle användas för internationella organisationer. I enlighet med denna ny policy, står nu .arpa officiellt för Address and Routing Parameter Area (en "backronym").